# تاتيانا كازانكينا
تاتيانا كازانكينا (الروسية: Татья́на Васи́льевна Каза́нкина) هي لاعبة أولمبية لرياضة ألعاب القوى من الاتحاد السوفيتي. شاركت في الأولمبياد الصيفي في 1976–1980، وفازت بما مجموعه 3 ميداليات.

## الميداليات
| ذهب | فضة | برونز | المجموع |
| 3   | 0   | 0     | 3       |

## روابط خارجية
- تاتيانا كازانكينا على موقع الموسوعة البريطانية (الإنجليزية)

- تاتيانا كازانكينا على موقع الاتحاد الدولي لألعاب القوى (الإنجليزية)
- تاتيانا كازانكينا على موقع اللجنة الأولمبية الدولية (الإنجليزية)
- تاتيانا كازانكينا على موقع أوليمبيديا (الإنجليزية)